# Eva Ďurišinová
Eva Ďurišinová, provdaná Křížková (* 20. března 1961, Bratislava), je bývalá československá krasobruslařka a později krasobruslařská trenérka.
Byla členkou klubu Slovan Bratislava. Na olympijských hrách v roce 1976 jí bylo 14 let a 327 dní a byla nejmladší z československé výpravy. V roce 1979 vyhrála mistrovství Slovenska.
Po ukončení studií na Fakultě tělesné výchovy a sportu Univerzity Komenského byla dlouholetou trenérkou ve Slovanu Bratislava. V současnosti je trenérkou v Kraso Hamikovo. Trénuje slovenskou reprezentantku Dominiku Murckovou nebo Alexandru Kunovou.

## Výsledky
| Soutěž                                | 1976 | 1977 | 1978 | 1979 |
| ------------------------------------- | ---- | ---- | ---- | ---- |
| Zimní olympijské hry                  | 19   |      |      |      |
| Mistrovství světa v krasobruslení     | 18   |      |      |      |
| Mistrovství Evropy v krasobruslení    |      | 17   |      |      |
| Mistrovství ČSR v krasobruslení       | 2    | 1    | 2    | 3    |
| Mistrovství Slovenska v krasobruslení |      |      |      | 1    |